# Menegazzia confusa
Menegazzia confusa är en lavart som beskrevs av P. James. Menegazzia confusa ingår i släktet Menegazzia och familjen Parmeliaceae.   Inga underarter finns listade i Catalogue of Life.